# Simon Estes
Simon Estes (Centerville, Iowa, 2 de febrero de 1938) es un bajo-barítono estadounidense, muy apreciado en sus interpretaciones de Wagner, Verdi y como recitalista.

## Vida
Nieto de esclavos, entró a la Universidad de Iowa para estudiar Psicología; participando en el coro de la universidad llamó la atención de Charles Kellis, quien lo animó a seguir una carrera lírica consiguiendo becas para que estudiara en la prestigiosa Juilliard School de Nueva York. 

## Carrera
En 1964 viajó a Berlín donde debutó como Ramfis en Aida de Verdi en la Deutsche Oper.
En 1978 cantó el papel protagonista de El holandés errante de Wagner en el Festival de Bayreuth, siendo el primer hombre afroamericano en haber cantado allí (la primera mujer había sido Grace Bumbry en 1961). En el festival y como el Holandés regresó varias temporadas, incorporando el rol de Wotan en La valquiria que cantó en varios teatros europeos. Otros papeles destacados han sido Macbeth, Filipo II, Escamillo, Amfortas y Iokanaan en Salomé de Richard Strauss.
En 1985 debuta en el Metropolitan Opera House junto a Grace Bumbry en la primera producción en el teatro de Porgy y Bess de Gershwin. Ese mismo año es Amonasro en la función de despedida de Leontyne Price como Aída televisada a toda la nación.
Desde 1985 enseña en Escuela Juilliard, tiene una cátedra en la Universidad de Iowa, establece el Simon Estes Educational Foundation en Oklahoma y crea el Simon Estes International Foundation for Children.

### Premios y reconocimientos
La capital de Iowa, Des Moines, ha llamado en su honor al anfiteatro frente al río, el Simon Estes Riverfront.

## Discografía selecta
- Beethoven: Sinfonía n.º 9 con Carlo Maria Giulini.
- Bizet: Carmen con Jessye Norman, Seiji Ozawa.
- Goldschmidt: Beatrice Cenci con Roberta Alexander, Zagrosek.
- King - A Musical Testimony con Simon Estes, Cynthia Haymon.
- Mahler: Sinfonía n.º 8 con Lorin Maazel.
- Saint-Saëns: Samson et Dalila con Davis.
- Stravinsky: Oedipus Rex con Esa-Pekka Salonen.
- Strauss: Salome con Catherine Malfitano, Sinopoli, Et Al.
- Verdi: Requiem con Giulini.
- Verdi: Don Carlo con Giulini.
- Wagner: Der Fliegende Holländer con Nelsson.
- Wagner: Parsifal con Levine.